# 裁判員
裁判員（さいばんいん）とは、裁判員の参加する刑事裁判に関する法律（通称：裁判員法）に基づいて、国民により選出され刑事訴訟手続を担当する人のこと。
アメリカ合衆国の年次改革要望書の要望により、小泉純一郎内閣が検討し、2004年3月に国会に提出され、同年5月21日成立された裁判員制度に基づくもの。

## 概要
裁判員法に基づき、一定の条件下の刑事訴訟について裁判官と合議体で裁判を行う。
裁判員は裁判官とともに証拠書類・証拠物の検討や、証人尋問、検証、被告人質問等の証拠調べを経て、評議・評決の上、判決成立に関与する。また、法律問題は裁判官のみによる合議で決定される。
裁判員は独立してその職権を行う（法第8条）。 

## 資格
選任資格（法第13条・公職選挙法第9条）
- 衆議院議員の選挙権を有する者

欠格事由（法第14条・国家公務員法第38条・公職選挙法第11条・政治資金規正法第28条）
- 義務教育を修了しない者[1]
- 禁錮以上の刑に処せられた者[2]
- 心身の故障のため裁判員の職務の遂行に著しい支障がある者[3]
- 懲戒免職の処分を受け、当該処分の日から2年を経過しない者[4]
- 人事院の人事官又は事務総長の在任中に国家公務員法違反の罪を犯して罰金刑に処せられた者[4][5]
- 日本国憲法施行の日以後において、日本国憲法又はその下に成立した政府を暴力で破壊することを主張する政党その他の団体[6]を結成し、又はこれに加入した者[4]
- 公職在任中に犯した収賄罪、斡旋利得罪で有罪となり選挙権停止中の者
- 選挙違反、政治資金規正法違反で有罪となり選挙権停止中の者

就職禁止事由（法第15条・天皇の退位等に関する皇室典範特例法附則第4条及び第5条）
- 天皇[7]、皇后[7]、太皇太后[7]、皇太后[7]、皇嗣[7]、上皇[7]及び上皇后[7]、
- 国会議員
- 国務大臣
- 大使又は公使
- 行政機関幹部級職員である国家公務員[8]
- 極めて高度の専門的な知識経験又は優れた識見を活用して特に困難な業務で特に重要なものに従事する特定任期付行政職員である国家公務員
- 法曹三者（裁判官・検察官・弁護士）
- 裁判官経験者
- 検察官経験者
- 弁護士経験者
- 弁理士
- 司法書士
- 公証人
- 司法修習生
- 司法警察職員としての職務を行う者 （例・警察官、海上保安官、労働基準監督官など）
- 裁判所の職員（非常勤の者を除く）
- 法務省の職員（非常勤の者を除く）
- 国家公安委員会委員及び都道府県公安委員会委員並びに警察職員（非常勤の者を除く）
- 大学又は大学院の法律学の教授と准教授
- 地方自治体の首長
- 自衛官（警務官を含む）
- 禁錮以上の刑に当たる罪につき起訴され、その被告事件の終結に至らない者
- 逮捕又は勾留されている者

不適格事由（法第17条・法第18条）
- 被告人・被害者
- 被告人・被害者の関係者[9]
- 事件関係者[10]
- 不公平な裁判をするおそれがあると裁判所が認めた者

辞退事由（法第16条）
- 70歳以上
- 常時通学を要する課程に在学する学生・生徒
- 地方議会議員（会期中のみ）
- 重い疾病又は傷害により裁判所に出頭することが困難
- 過去5年以内に裁判員に従事した者
- 過去3年以内に選任予定裁判員であった者
- 過去1年以内に裁判員候補者として裁判員等選任手続の期日に出頭したことがある者
- 過去5年以内に検察審査員に従事した者
- 裁判員等選任手続の期日に出頭することが困難な事由[11]がある者

### 包括規定（法第18条）
- 裁判所がこの法律の定めるところにより不公平な裁判をするおそれがあると認めた者

## 選任等

### 前段階

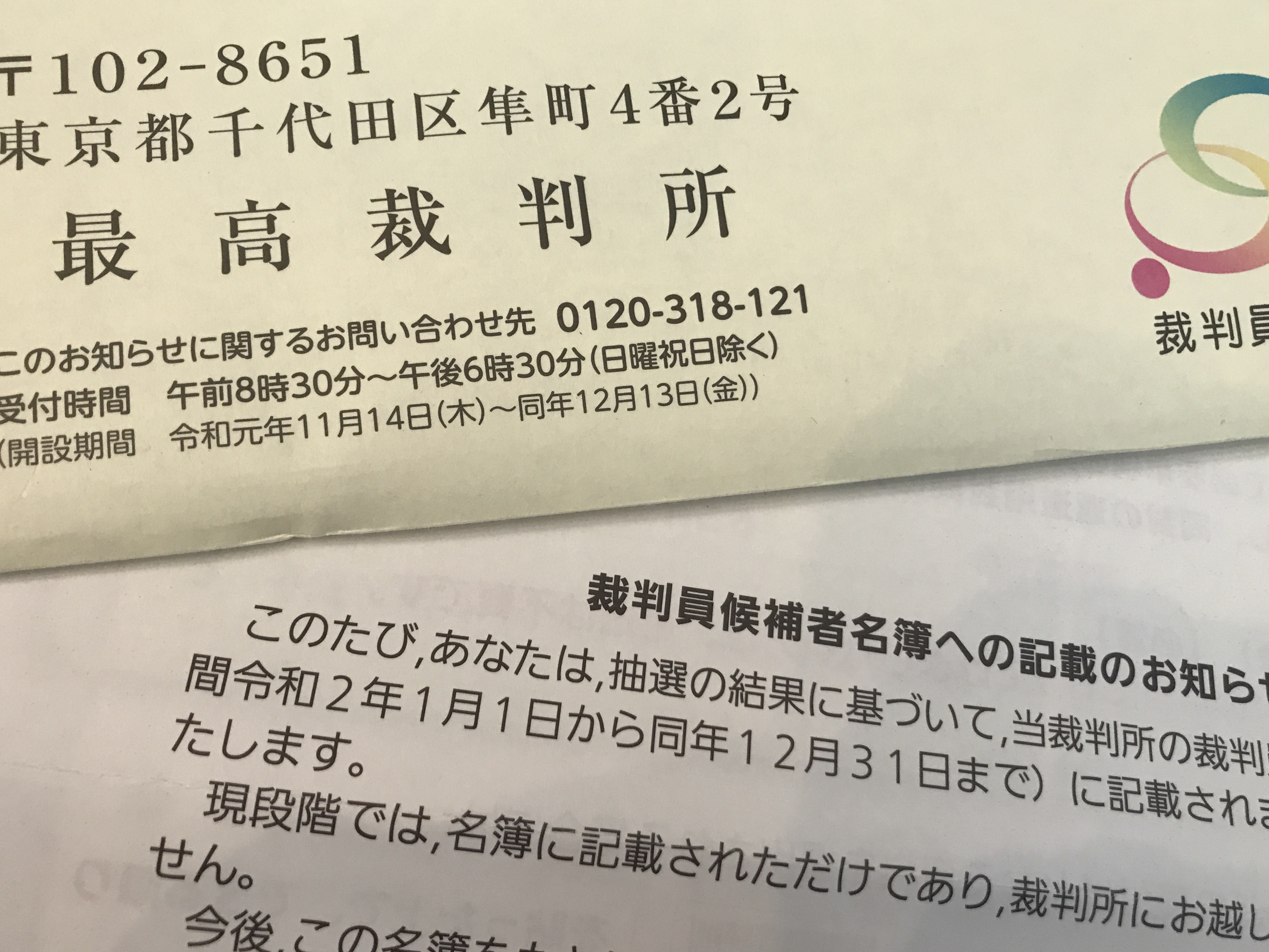
最高裁からの裁判員候補者名簿登録の通知

まず、地方裁判所が、毎年9月1日までに、次の年に必要な裁判員候補者の員数をその管轄区域内の市町村に割り当て、これを市町村の選挙管理委員会に通知する（法20条）。
通知を受けた市町村の選挙管理委員会は衆議院議員の選挙権を有する者として選挙人名簿に登録されている者の中から、「くじ」により裁判員候補者の予定者を選定して「裁判員候補予定者名簿」を作成する。市町村の選挙管理委員会は、通知を受けた年の10月15日までに、作成した「裁判員候補予定者名簿」を地方裁判所に送付する（法21条、22条）。
地方裁判所は裁判員候補予定者名簿を元に、毎年、「裁判員候補者名簿」を作成する。裁判員候補者名簿に記載された者には12月頃までにその旨を通知する（法23条、25条）。

### 選任
対象事件ごとに、地方裁判所は「裁判員候補者名簿」の中から、さらに呼び出す裁判員候補者を「くじ」で選定する。この「くじ」に際しては検察官及び弁護人は立ち会うことができる（法26条）。「呼び出すべき裁判員候補者」として選定された者には「質問票」と「呼出状」が自宅に送付される（法27条、30条）。
裁判員候補者は質問票に回答し、裁判所に持参または返送する。この質問票においては、欠格事由・就職禁止事由・事件に関連する不適格事由・辞退事由の存否について質問される。
質問票の回答により、明らかに欠格事由、就職禁止事由、事件に関連する不適格事由に該当する場合および辞退を希望して明らかに辞退事由が認められる者については呼出しが取り消されることもある。
なお、質問票に虚偽の事項を書いた場合には、50万円以下の罰金に処せられるか、または30万円以下の過料が課される（法110条、111条）。また、呼び出されたにもかかわらず、正当な理由なく出頭しない者は、10万円以下の過料が課される（法112条）。
裁判所に呼び出され、出頭した裁判員候補者の中から、非公開で裁判員と補充裁判員が選任される（法33条）。候補者としては裁判員・補充裁判員として必要な人数を超える人数（個々の事件ごとに、受訴裁判所（当該事件を担当する裁判体・裁判官のこと）が決定する。）を呼び出すこととなる（法26条1項）。
裁判長は裁判員候補者に対し、欠格事由の有無や辞退理由の有無、および不公平な裁判をするおそれがないかどうかの判断をするため、必要な質問を行う。陪席の裁判官、検察官、被告人又は弁護人は裁判長に対し、判断のために必要と思う質問を、裁判長が裁判員候補者に対して行うよう求めることができる（法34条）。
裁判所はこの質問の回答に基づいて選任しない者を決定する（法34条4項）。さらに、検察官及び被告人又は弁護人は、裁判員候補者について、それぞれ4人（補充裁判員を置く場合にはこれよりも多くなる）を限度に理由を示さず不選任請求できる（法36条）。これらの手続を経た上で、裁判所は、「くじ」等により、不選任の決定がされなかった裁判員候補者から、必要な人数の裁判員と補充裁判員を選任する（法37条）。
裁判員・補充裁判員の選任手続が終わったら公判準備及び公判手続に入る。公判開始後も、裁判員について不公平な裁判をするおそれがあるときや裁判から除外すべき場合、検察官、被告人又は弁護人は裁判所に対し、裁判員の解任を請求できる（法41条）。
なお、「裁判員候補者名簿」に記載されるのは毎年約29万5000人にのぼり、全国平均で352人に1人の確率とされている。実際に裁判員となる確率は、全国平均で約5,000人に1人になると想定されている。

### 解任
検察官、被告人又は弁護人は以下に該当することを理由として裁判所に対し裁判員又は補充裁判員の解任を請求することができる（法第41条）。
1. 裁判員又は補充裁判員が宣誓をしないとき。
2. 裁判員が出頭義務又は評議に出席する義務に違反し、引き続きその職務を行わせることが適当でないとき。
3. 補充裁判員が、出頭義務に違反し、引き続きその職務を行わせることが適当でないとき。
4. 裁判員が義務に違反し、引き続きその職務を行わせることが適当でないとき。
5. 補充裁判員が、義務に違反し、引き続きその職務を行わせることが適当でないとき。
6. 裁判員又は補充裁判員が、選任資格を満たさなくなった場合または欠格事由・就職禁止事由・不適格事由に該当するとき。
7. 裁判員又は補充裁判員が、不公平な裁判をするおそれがあるとき[13]。
8. 裁判員又は補充裁判員が、裁判員候補者であったときに、質問票に虚偽の記載をし、又は裁判員等選任手続における質問に対して正当な理由なく陳述を拒み、若しくは虚偽の陳述をしていたことが明らかとなり、引き続きその職務を行わせることが適当でないとき。
9. 裁判員又は補充裁判員が、公判廷において、裁判長が命じた事項に従わず又は暴言その他の不穏当な言動をすることによって公判手続の進行を妨げたとき。

## 宣誓等
裁判員及び補充裁判員は、最高裁判所規則で定めるところにより、裁判長から裁判員及び補充裁判員の権限、義務その他必要な事項を説明される（法第39条第1項）。
裁判員及び補充裁判員は、最高裁判所規則で定めるところにより、法令に従い公平誠実にその職務を行うことを誓う旨の宣誓をしなければならない（法第39条第2項）。

## 義務
出廷義務
裁判員及び補充裁判員は、公判期日や、証人尋問・検証が行われる公判準備の場に出廷しなければならない。正当な理由なく出廷しない場合、10万円以下の過料が課される（法112条）。また、評議に出席し、意見を述べなければならない（評議参加者全員の意見が必要なため。議論が進む中で、気付いた範囲で、自由に意見を述べればよい）。
守秘義務
裁判員は、評議の経過や、それぞれの裁判官・裁判員の意見やその多少の数（「評議の秘密」という。）その他「職務上知り得た秘密」を漏らしてはならない。この義務は、裁判終了後も生涯に渡って負う（「裁判員メンタルヘルスサポート窓口」及び、医師によるカウンセリングは対象外）。裁判員が、評議の秘密や職務上知り得た秘密を漏らしたときは、6か月以下の懲役又は50万円以下の罰金に処される（法108条）。
ただし、公判中に話された傍聴人も知り得る事実については、話してもよいとされている。
また、裁判員として選ばれたという事実そのものを身内や職場の上司、高校生であれば担任の先生など、親しい人物などに秘匿する義務はない。これはそうしなければ学校を欠席することができない生徒、会社を休めない会社員や、取引先との業務の都合上で報知の必要がある自営業者などのことを考慮してのことである。ただし、この場合であっても、ネットなど不特定多数が目に触れるような媒体での公開は守秘義務に違反する。
守秘義務に関しては裁判官と裁判員の守秘義務に不均衡が生じている。裁判官の守秘義務は刑事罰は無い。在任中は弾劾裁判が、退官後は弁護士会の入会拒否がそれぞれ守秘義務違反の抑制となるが、法曹資格を喪失した場合は弾劾裁判や弁護士会の入会拒否の効力がなくなるので担保するものが無いことになる。

## 日当等
裁判員、補充裁判員及び裁判員選任手続の期日に出頭した裁判員候補者に対しては、旅費、日当及び宿泊料が支給される（法11条、29条2項）。
旅費は、鉄道賃、船賃、路程賃及び航空賃の4種であり、それぞれ裁判員の参加する刑事裁判に関する規則に定められた計算方法により算定される。
日当は出頭または職務およびそれらのための旅行に必要な日数に応じて支給され、裁判員及び補充裁判員については1日当たり1万円以内において、裁判員選任手続の期日に出頭した裁判員候補者については1日当たり8,000円以内において、裁判所が定めるものとされている（裁判員の参加する刑事裁判に関する規則7条）。
宿泊料は出頭等に必要な夜数に応じて支給され、1夜当たり8,700円ないし7,800円と定められている（同規則8条）。
なお、裁判員の精神的負担や経済的損失を考慮すると日当が少ないとの批判も多い（しかし、アメリカ合衆国、例えばカリフォルニア州の陪審員の日当は15ドル（2014年現在約1,500円）と、住所のZIPコードで機械的に算定される1マイルあたり34セント（1キロメートルあたり約21円に相当）の片道交通費だけである）。

## 元裁判員が裁判員裁判について起した訴訟
強盗殺人事件の裁判員裁判に参加したため「急性ストレス障害（ASD）になった」として、元裁判員の福島県郡山市の女性（62）は2013年5月7日、国に慰謝料など200万円の損害賠償を求める訴訟を仙台地裁に起こした
。 
女性側は ｢裁判員制度は憲法違反｣ とし、制度の見直しも訴えている。 3月に行なわれた県内初の強盗殺人罪に関する裁判員裁判においては、遺体写真のみならず殺害時の録音まで提示され
、
そのため女性は吐き気や不眠症に悩むことになり、判決後の同月下旬に病院でASDと診断された。
なお ｢裁判員制度は違憲である｣ として被告人側が行なった覚醒剤密輸事件の上告について、最高裁大法廷は2011年11月16日に｢制度は合憲である｣ という判断を示し確定した（裁判員制度違憲訴訟）。

## 裁判員への威圧等
2016年、暴力団の工藤會幹部の裁判を通じて、裁判員が暴力団関係者から声を掛けられる事案が発生。後に暴力団関係者は裁判員法違反で逮捕された。これ以降、暴力団関連事件では裁判員が審理に関わらないケースが増えた。